# Washington Córdova Huamán
Washington Córdova Huamán (* 1962 in Circa, Provinz Abancay, Region Apurímac, Peru) ist ein peruanischer Schriftsteller, Übersetzer und Literaturwissenschaftler, der auf Spanisch, Chanka-Quechua und Cusco-Quechua schreibt. Neben eigenen Gedichten hat er durch zahlreiche Literaturübersetzungen vom Spanischen ins Quechua zur Quechua-Literatur beigetragen.

## Leben
Washington Córdova Huamán studierte Sprache und Literatur an der Universidad Nacional Mayor de San Marcos (UNMSM) in Lima und schrieb seine Magisterarbeit zum Thema Tinkaywankay, discurso poético quechua en las comunidades campesinas del distrito de Circa (Abancay–Apurímac), womit er 2013 Magister wurde. Er übersetzte zahlreiche literarische Werke verschiedener spanischsprachiger Autoren aus dem Spanischen ins Quechua, darunter La agonía de Rasu Ñiti von José María Arguedas; El caballero Carmelo von Abraham Valdelomar; Ladraviento und El toro que se perdió en la lluvia von Félix Huamán Cabrera, Kuya Kuya von Óscar Colchado, Ñakay Pacha, El ángel de isla und Tierra de pishtacos von Dante Castro, La muchacha de coposa cabellera und Hijos del viento von Julián Pérez Huarancca und Paco Yunque und El Tungsteno von César Vallejo. An eigener literarischer Schöpfung hat er drei Gedichtbände veröffentlicht: Urqukunaq qapariynin / Alarido de montañas im Jahre 2010 sowie die beiden Bände Illariy und Parawayraq chawpinpi / Entre la lluvia y el viento im Jahre 2019. 2020 erhielt er den peruanischen Nationalpreis der Literatur (Premio Nacional de Literatura) mit Parawayraq chawpinpi.

## Werke

### Gedichte auf Quechua und Spanisch
- Washington Córdova Huamán: Urqukunaq Qapariynin / Alarido de montañas. Edición bilingüe, castellano-runasimi. Pakarina Ediciones, Lima 2010.
- Washington Córdova Huamán: Illariy. Pakarina Ediciones, Lima 2019.
- Washington Córdova Huamán: Parawayraq chawpinpi / Entre la lluvia y el viento. Pakarina Ediciones, Lima 2019.
- Washington Córdova Huamán: Yawarwayta. Pakarina Ediciones, Lima 2021. 332 Seiten. ISBN 978-612-4297-62-5